# Canton de Senlis
Le canton de Senlis est une circonscription électorale française située dans le département de l'Oise et la région Hauts-de-France.

## Géographie
Ce canton est organisé autour de Senlis dans l'arrondissement de Senlis.

## Histoire
Par décret du 20 février 2014, le nombre de cantons du département est divisé par deux, avec mise en application aux élections départementales de mars 2015. Le canton de Senlis est conservé et est réduit. Il passe de 17 à 14 communes.

## Représentation

### Conseillers généraux de 1833 à 2015
| Période | Période      | Identité                               | Étiquette           | Qualité |
| ------- | ------------ | -------------------------------------- | ------------------- | --- |
| 1833    | 1836         | Jean Odent (1770-1846)                 |                     | Marchand de bois Adjoint au maire, puis maire (1837-1843) de Senlis                                                                                                   |
| 1836    | 1864         | Auguste Robert Guibourg                |                     | Notaire honoraire, maire de Senlis (1848-1861) |
| 1864    | 1871         | Henry Corbin                           |                     | Propriétaire à Mortefontaine Ancien Préfet de l'Aisne, Membre du Conseil d'État                                                                                       |
| 1871    | 1883         | Vicomte Amédée de Caix de Saint-Aymour | Républicain         | Linguiste, archéologue et historien Propriétaire - Maire d'Ognon |
| 1883    | 1917 (décès) | Ernest Dupuis (1834-1917)              | Républicain Libéral | Censeur de la Banque de France Maire de Pontarmé, conseiller d'arrondissement                                                                                         |
| 1917    | 1919         | siège vacant                           |                     | |
| 1919    | 1931         | Pierre Georges-Picot (1882-1951)       | Union nationale     | Ingénieur civil de l'École supérieure d'électricité Propriétaire, maire d'Avilly-Saint-Léonard                                                                        |
| 1931    | 1940         | Alphonse Warusfel                      | Rad.ind.            | Avocat Conseiller municipal de Senlis Sénateur (1939-1940) Nommé membre de la Commission administrative départementale en 1941 Nommé conseiller départemental en 1943 |
|         |              |                                        |                     | |
| 1945    | 1949         | Émile Monnet (1896-1961)               | SFIO                | Dessinateur d’études aux chemins de fer, Senlis |
| 1949    | 1955         | Alphonse Warusfel                      | RGR                 | Ancien sénateur (1939-1940) vice-président du conseil général |
| 1955    | 1979         | Paul Rougé (1912-1980)                 | DVD                 | Chirurgien à Senlis |
| 1979    | 1998         | Pierre Boquet (1931-2020)              | UDF-PR puis DVD     | Docteur en médecine, chef de service à l'Hôpital de Senlis |
| 1998    | 2011         | Christian Patria                       | UDF-FD puis UMP     | Agriculteur Suppléant d'Éric Woerth (2002-2004) - Député (2004-2005 et 2007-2010) Maire de Fontaine-Chaalis (1970-2001) Adjoint au Maire de Senlis (2001-2004)        |
| 2011    | 2015         | Jérôme Bascher                         | UMP                 | Cadre supérieur Conseiller municipal de Senlis |

Sources : Feuilles au vent, chroniques du Pays d'Oise, de J.Mermet - https://gallica.bnf.fr/ark:/12148/bpt6k5829951p/f226.image.r=BOULARD

### Conseillers d'arrondissement (de 1833 à 1940)
| Période                                  | Période | Identité                               | Étiquette | Qualité |
| ---------------------------------------- | ------- | -------------------------------------- | --------- | --- |
| 1833                                     | 1848    | Louis Eustache Benoist                 |           | Maire de Plailly                                                                                              |
|                                          |         |                                        |           | |
| 1852                                     | 1864    | Louis Alexandre Dufay père (1783-1869) |           | Propriétaire, maire de Senlis de 1843 à 1848, avoué, négociant à Paris, Président du Conseil d'arrondissement |
| 1864                                     | 1883    | Ernest Dupuis                          |           | Minotier, maire de Pontarmé                                                                                   |
| 1883                                     |         | Jean-Baptiste Turquet                  |           | Propriétaire à Avilly, maire de Saint-Léonard                                                                 |
|                                          |         |                                        |           | |
| 1919                                     | 1940    | André Troncin                          | Droite    | Maire de Chamant                                                                                              |
| 1940                                     |         |                                        |           | Les conseils d'arrondissement ont été suspendus par la loi du 12 octobre 1940 et n'ont jamais été réactivés   |
| Les données manquantes sont à compléter. |         |                                        |           | |

### Conseillers départementaux à partir de 2015
| Période élective | Période élective | Mandat | Mandat   | Identité       | Nuance | Nuance | Qualité                                                      |
| ---------------- | ---------------- | ------ | -------- | -------------- | ------ | ------ | ------------------------------------------------------------ |
| 2015             | 2021             | 2015   | 2021     | Jérôme Bascher |        | LR     | Conseiller municipal de Senlis Sénateur depuis décembre 2017 |
| 2015             | 2021             | 2015   | 2021     | Corry Neau     |        | LR     | Adjointe au Maire de Vineuil-Saint-Firmin                    |
| 2021             | 2028             | 2021   | en cours | Jérôme Bascher |        | LR     | Conseiller sortant                                           |
| 2021             | 2028             | 2021   | en cours | Corry Neau     |        | LR     | Conseillère sortante                                         |

### Résultats détaillés

#### Élections de mars 2015
À l'issue du 1er tour des élections départementales de 2015, deux binômes sont en ballottage : Jérôme Bascher et Corry Neau (Union de la Droite, 40,82 %) et Fabrice Berly et Valérie Rouzic (FN, 32,2 %). Le taux de participation est de 49,63 % (11 929 votants sur 24 035 inscrits) contre 51,32 % au niveau départemental et 50,17 % au niveau national.
Au second tour, Jérôme Bascher et Corry Neau (Union de la Droite) sont élus avec 65,12 % des suffrages exprimés et un taux de participation de 48,5 % (6 948 voix pour 11 657 votants et 24 037 inscrits).

#### Élections de juin 2021
Le premier tour des élections départementales de 2021 est marqué par un très faible taux de participation (33,26 % au niveau national). Dans le canton de Senlis, ce taux de participation est de 33,79 % (8 120 votants sur 24 034 inscrits) contre 32,46 % au niveau départemental. À l'issue de ce premier tour, deux binômes sont en ballottage : Jérôme Bascher et Corry Neau (LR, 53,95 %) et Martine Bernard et Lucien Gérardin (Union à gauche avec des écologistes, 23,08 %).
Le second tour des élections est marqué une nouvelle fois par une abstention massive équivalente au premier tour. Les taux de participation sont de 34,36 % au niveau national, 32,8 % dans le département et 34,34 % dans le canton de Senlis. Jérôme Bascher et Corry Neau (LR) sont élus avec 72,51 % des suffrages exprimés (5 568 voix pour 8 253 votants et 24 035 inscrits),,. 

## Composition

### Composition avant 2015

Situation du canton de Senlis dans le département de l'Oise avant 2015.

Le canton de Senlis regroupait 17 communes.
| Nom                     | Code Insee | Codepostal | Superficie (km2) | Population (dernière pop. légale) | Densité (hab./km2) |
| ----------------------- | ---------- | ---------- | ---------------- | --------------------------------- | ------------------ |
| Senlis (chef-lieu)      | 60612      | 60300      | 24,05            | 15 789 (2012)                     | 657                |
| Aumont-en-Halatte       | 60028      | 60300      | 6,83             | 541 (2012)                        | 79                 |
| Avilly-Saint-Léonard    | 60033      | 60300      | 11,96            | 924 (2012)                        | 77                 |
| Barbery                 | 60045      | 60810      | 7,60             | 539 (2012)                        | 71                 |
| Chamant                 | 60138      | 60300      | 12,00            | 920 (2012)                        | 77                 |
| La Chapelle-en-Serval   | 60142      | 60520      | 10,81            | 2 946 (2012)                      | 273                |
| Courteuil               | 60170      | 60300      | 5,32             | 629 (2012)                        | 118                |
| Montépilloy             | 60415      | 60810      | 5,86             | 162 (2012)                        | 28                 |
| Mont-l'Évêque           | 60421      | 60300      | 14,18            | 411 (2012)                        | 29                 |
| Mortefontaine           | 60432      | 60128      | 15,29            | 838 (2012)                        | 55                 |
| Ognon                   | 60475      | 60810      | 4,82             | 144 (2012)                        | 30                 |
| Orry-la-Ville           | 60482      | 60560      | 12,10            | 3 394 (2012)                      | 280                |
| Plailly                 | 60494      | 60128      | 16,25            | 1 662 (2012)                      | 102                |
| Pontarmé                | 60505      | 60520      | 13,24            | 861 (2012)                        | 65                 |
| Thiers-sur-Thève        | 60631      | 60520      | 6,25             | 1 083 (2012)                      | 173                |
| Villers-Saint-Frambourg | 60682      | 60810      | 9,72             | 564 (2012)                        | 58                 |
| Vineuil-Saint-Firmin    | 60695      | 60500      | 7,78             | 1 411 (2012)                      | 181                |

### Composition à partir de 2015
Le canton de Senlis compte désormais 14 communes.
| Nom                            | Code Insee | Intercommunalité         | Superficie (km2) | Population (dernière pop. légale) | Densité (hab./km2) | Modifier                                    |
| ------------------------------ | ---------- | ------------------------ | ---------------- | --------------------------------- | ------------------ | ------------------------------------------- |
| Senlis (bureau centralisateur) | 60612      | CC Senlis Sud Oise       | 24,05            | 15 238 (2022)                     | 634                | modifier les données · modifier les données |
| Aumont-en-Halatte              | 60028      | CC Senlis Sud Oise       | 6,83             | 564 (2022)                        | 83                 | modifier les données · modifier les données |
| Avilly-Saint-Léonard           | 60033      | CC de l'Aire Cantilienne | 11,96            | 866 (2022)                        | 72                 | modifier les données · modifier les données |
| Chamant                        | 60138      | CC Senlis Sud Oise       | 12,00            | 1 037 (2022)                      | 86                 | modifier les données · modifier les données |
| La Chapelle-en-Serval          | 60142      | CC de l'Aire Cantilienne | 10,81            | 3 109 (2022)                      | 288                | modifier les données · modifier les données |
| Courteuil                      | 60170      | CC Senlis Sud Oise       | 5,32             | 578 (2022)                        | 109                | modifier les données · modifier les données |
| Fleurines                      | 60238      | CC Senlis Sud Oise       | 11,95            | 1 927 (2022)                      | 161                | modifier les données · modifier les données |
| Mont-l'Évêque                  | 60421      | CC Senlis Sud Oise       | 14,18            | 405 (2022)                        | 29                 | modifier les données · modifier les données |
| Mortefontaine                  | 60432      | CC de l'Aire Cantilienne | 15,29            | 859 (2022)                        | 56                 | modifier les données · modifier les données |
| Orry-la-Ville                  | 60482      | CC de l'Aire Cantilienne | 12,10            | 3 519 (2022)                      | 291                | modifier les données · modifier les données |
| Plailly                        | 60494      | CC de l'Aire Cantilienne | 16,25            | 1 791 (2022)                      | 110                | modifier les données · modifier les données |
| Pontarmé                       | 60505      | CC Senlis Sud Oise       | 13,24            | 896 (2022)                        | 68                 | modifier les données · modifier les données |
| Thiers-sur-Thève               | 60631      | CC Senlis Sud Oise       | 6,25             | 1 086 (2022)                      | 174                | modifier les données · modifier les données |
| Vineuil-Saint-Firmin           | 60695      | CC de l'Aire Cantilienne | 7,78             | 1 399 (2022)                      | 180                | modifier les données · modifier les données |
| Canton de Senlis               | 6020       |                          | 168,01           | 33 274 (2022)                     | 198                | modifier les données                        |

## Démographie

### Démographie avant 2015
| 1962   | 1968   | 1975   | 1982   | 1990   | 1999   | 2006   | 2011   | 2012   |
| ------ | ------ | ------ | ------ | ------ | ------ | ------ | ------ | ------ |
| 19 632 | 21 734 | 25 292 | 27 647 | 30 013 | 32 309 | 32 958 | 32 968 | 32 818 |

### Démographie depuis 2015
En 2022, le canton comptait 33 274 habitants, en évolution de +4,05 % par rapport à 2016 (Oise : +0,87 %, France hors Mayotte : +2,11 %).
| 2013   | 2018   | 2022   |
| ------ | ------ | ------ |
| 32 996 | 32 583 | 33 274 |